# Renault Altica

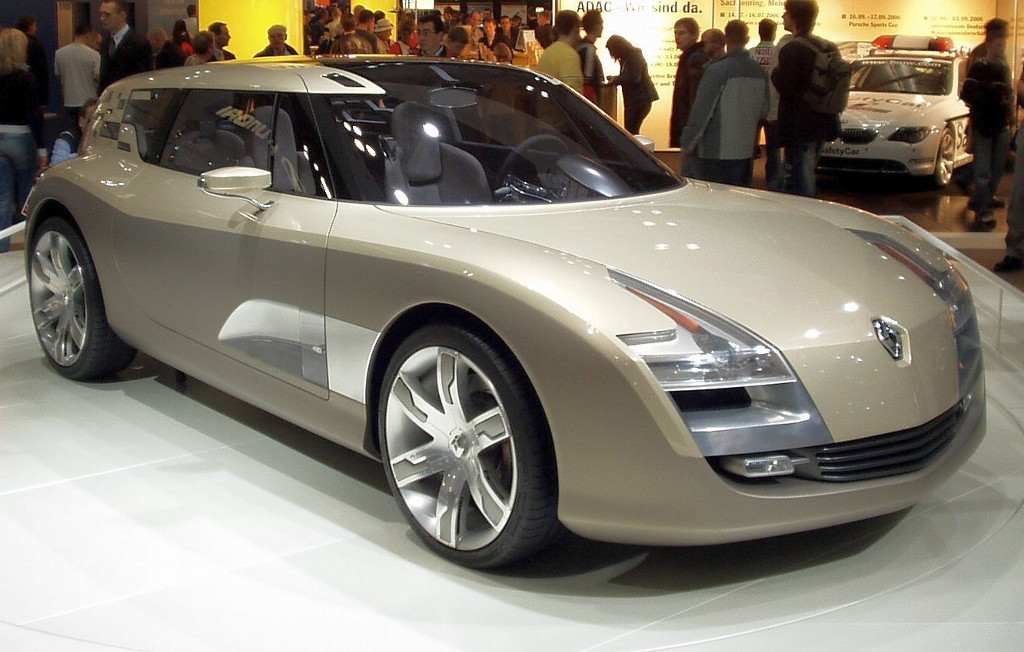
Renault Altica

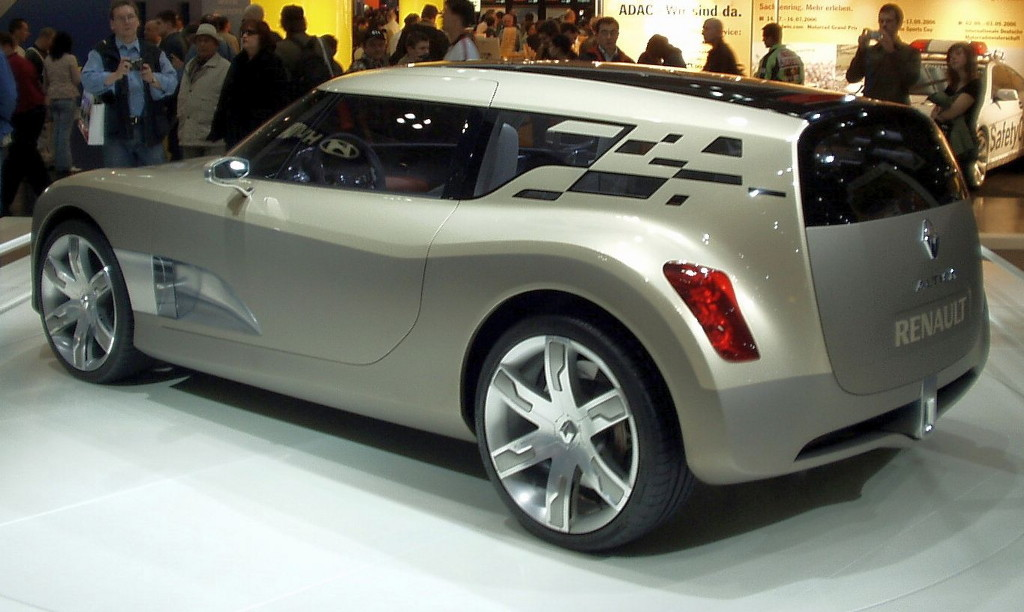
Renault Altica

Le véhicule conceptuel Renault Altica est un break de chasse présenté au Salon automobile de Genève en mars 2006. Il est équipé du nouveau moteur Diesel 2.0 dCi de 177 ch (type M9R) qui a une consommation équivalente à 140g/km de CO2. Il porte comme nom ce code Z19. La principale innovation technique se situe au sommet du hayon où se situe un système aérodynamique qui aspire et refoule de l'air. Ce système permet ainsi de diminuer la traînée, donc la consommation d'essence.
L'Altica est équipé d'un pare-brise panoramique, d'un toit panoramique en verre ainsi que des vitraux en guise de vitre de custode arrière afin de procurer un intérieur lumineux aux passagers. Ses 2 portes latérales s'ouvrent en élytre pour garantir un accès aisé.